# Aeroportul Cutral Có
Aeroportul Cutral Có (IATA: CUT, ICAO: SAZW) este un aeroport din Provincia Neuquén, Argentina ce deservește zona Cutral Co⁠(d). A fost numit după zona deservită.
Situat la o altitudine de 651 m, aeroportul dispune de o singură pistă.